# メチオニン-S-メチルトランスフェラーゼ
メチオニン-S-メチルトランスフェラーゼ(methionine S-methyltransferase)は、セレノ化合物代謝酵素の一つで、次の化学反応を触媒する酵素である。
S-アデノシル-L-メチオニン + L-メチオニン {\displaystyle \rightleftharpoons } S-アデノシル-L-ホモシステイン + S-メチル-L-メチオニン
この酵素の基質はS-アデノシル-L-メチオニンとL-メチオニンで、生成物はS-アデノシル-L-ホモシステインとS-メチル-L-メチオニンである。補因子としてマンガンと亜鉛を用いる。
この酵素は転移酵素の一つで、特に一炭素基を転移させるメチルトランスフェラーゼである。組織名はS-adenosyl-L-methionine:L-methionine S-methyltransferaseで、別名にS-adenosyl methionine:methionine methyl transferase、methionine methyltransferase、S-adenosylmethionine transmethylase、S-adenosylmethionine-methionine methyltransferaseがある。